# Ołtarz Bamberski

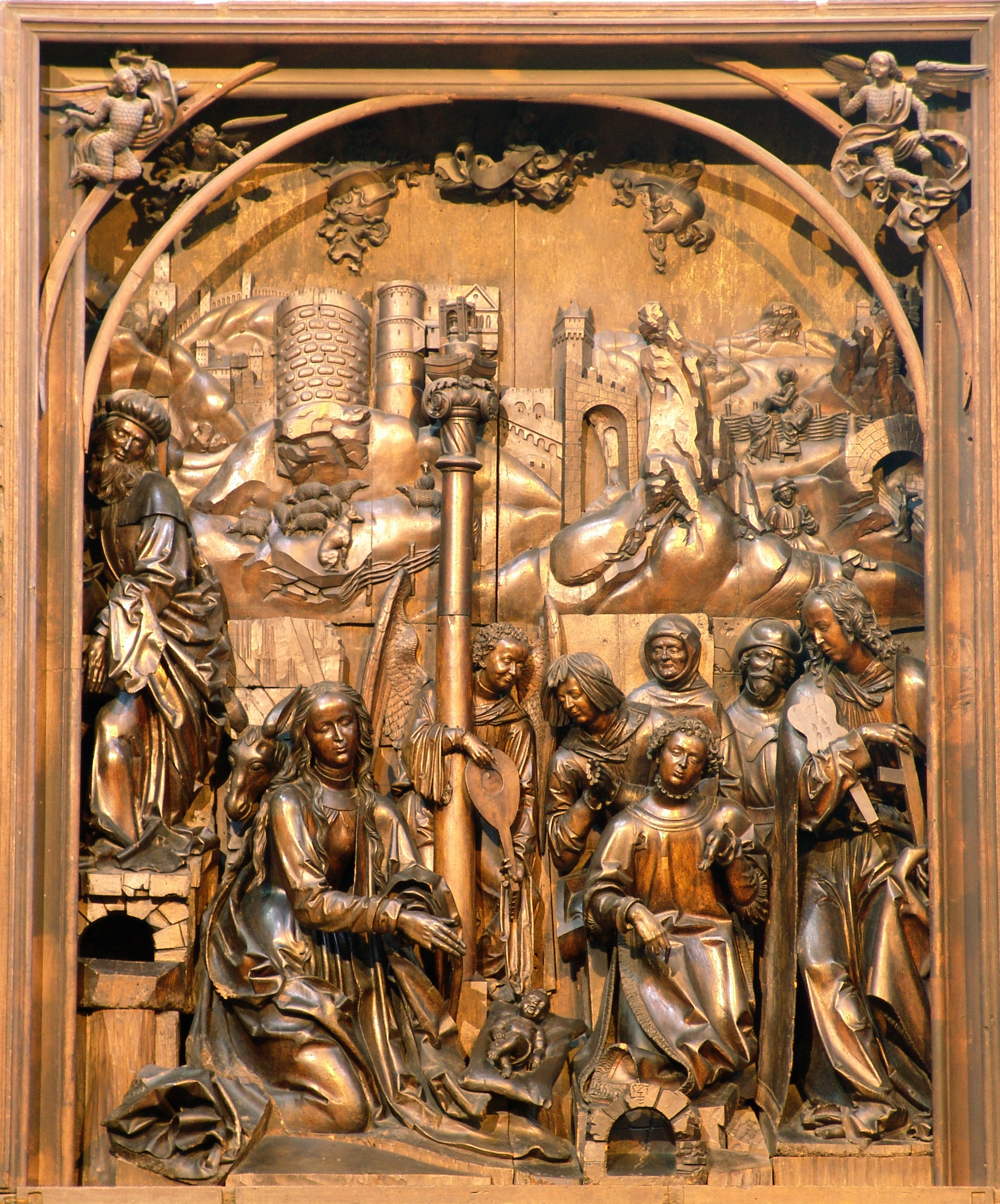
Ucieczka do Egiptu - część środkowa Ołtarza Salwatora

Ołtarz Salwatora, nazywany często Ołtarzem Bamberskim – późnogotycki tryptyk wykonany przez Wita Stwosza dla kościoła pw. Najświętszego Salwatora (karmelitów) w Norymberdze. Obecnie znajduje się w katedrze w Bambergu.

## Dzieje
Andrzej Stwosz, jeden z synów Wita prowadził życie duchowne. Przyjął habit, został karmelitą. Wkrótce został przeorem norymberskiego klasztoru. Ambicje Andrzeja i pokrewieństwo ze sławnym rzeźbiarzem mogły być impulsem do zrealizowania jednej z większych inwestycji – wyrzeźbienia nowego ołtarza głównego. Przeor zawarł ze Stwoszem kontrakt na wykonanie w ciągu trzech lat nowego ołtarza opiewający na 400 florenów. W kontrakcie uwzględniono szczegółowe dane dotyczące wyglądu. Jednym z ogniw kontraktu jest zachowany w muzeum UJ w Krakowie rysunek (MUJ, nr inw. 2617/II.), przedstawiający projekt ołtarza, datowany na 1520 rok. Już wkrótce po wykonaniu dzieła los dla ołtarza nie był łaskawy. Do Norymbergi przenikały idee Marcina Lutra i szybko, bo w marcu 1525 miasto opowiedziało się za reformacją. Andrzej Stwosz, głośny obrońca katolicyzmu, wkrótce musiał opuścić klasztor. Chociaż wydał specjalne pismo (dotyczące m.in. terminów otwierania ołtarza, zakazu pokrywania rzeźb polichromią oraz zabezpieczenia ołtarza) nie udało mu się zatrzymać dzieła, które przeszło wraz z majątkami kościelnymi Norymbergi w ręce Rady Miasta. Sprawę Ołtarza Salwatora skomplikowała kwestia niewypłaconej części należności. Andrzej Stwosz, za swojego przeoratu dał Witowi niemal połowę należności, resztę sumy miał otrzymać od Rady Norymbergi, która przejęła ołtarz, de facto rzeźbiarz nie otrzymał nic, ponieważ radni tłumaczyli się, iż Wit zawarł prywatnie umowę z Andrzejem, a nie z karmelitami, co za tym idzie kontrakt nie zobowiązywał członków klasztoru. Oburzeni sytuacją karmelici byli skłonni przejąć sprawę i zwrócić artyście dopiero co wykonane dzieło. Sam artysta był zbulwersowany sytuacją, przez co rozgorzał spór prawny między artystą i miastem, który za życia Wita i Andrzeja nie został rozwiązany. Artysta nie otrzymał ani zaległej sumy, ani ołtarza. Dopiero decyzją Rady z roku 1543 ołtarz otrzymali spadkobiercy Wita i Andrzeja – Florian Stwosz i Sebald Gero, przy czym nie mogli go wnieść do kościołów norymberskich. Poliptyk znalazł swoje miejsce w kościele NMP w Bambergu. Na podstawie sztychu z 1787 oraz opinii XIX-wiecznych historyków sztuki dowiadujemy się o poważnych zniszczeniach w wyniku zaniedbań, modyfikowania kompozycji, zdejmowania figur na bożonarodzeniowe jasełka. Gruntowna konserwacja w 1933 przywróciła ołtarzowi pierwotną formę, pozostałe elementy zwieńczenia i predelli zostały zdemontowane i przeniesione do skarbca katedralnego, zaś Ołtarz Salwatora został umieszczony przy wschodniej ścianie transeptu katedry w Bambergu.

## Opis i analiza
Jest to tryptyk wykonany z drzewa jodłowego (elementy konstrukcyjne) oraz drzewa lipowego. Część środkowa przedstawia scenę nazywaną mianem Adoracji Dzieciątka, ukazanej Świętej Rodzinie towarzyszą liczne anioły. Wszystkie te postacie są ukazane w sposób pełnoplastyczny, w rozmaitych pozach, niektóre anioły posiadają instrumenty muzyczne, zaś stojący po prawej stronie anioł trzyma w rękach krzyż. Stojący pośrodku głównej kompozycji anioł wspiera się na ustawionym w samym środku filarze, który dzieli kompozycję na dwie części. Maria oraz wyłaniający się z grupy św. Józef klęczą spoglądając na leżące na poduszce Dzieciątko.
Tło tworzy płaskorzeźbiona, rozbudowana sceneria architektoniczno-krajobrazowa, z pojedynczymi scenami figuralnymi (np. pasterz pasący owce). W umieszczonych na górze części środkowej narożnikach znajdują się dwie pełnoplastyczne figury aniołów.
Sceny na skrzydłach bocznych są płaskorzeźbione. Cechuje je szeroka skala głębokości reliefu. Są to sceny Ucieczki do Egiptu (z wątkiem Strącenia bożków pogańskich w Sottingen), Narodzin Marii (lewe skrzydło) Pokłonu Trzech Króli, Ofiarowania Dzieciątka w Świątyni (prawe skrzydło). Sceny figuralne są wzbogacone bogatym tłem – w przypadku sceny Ucieczki do Egiptu tło stanowi skalisty krajobraz. Widzimy także drobne elementy architektoniczne, takie jak zburzona kolumna czy most nad rwącym potokiem. Tłem do pozostałych scen są wnętrza, gdzie dostrzegamy zderzenie elementów gotyckich (gotycka kapliczka w scenie Pokłonu Trzech Króli) oraz wczesnorenesansowych (np. arkadowe okna, z których widać fragmenty krajobrazu).
Jak zostało wspomniane, ołtarz zachował się częściowo, co wzbudziło liczne dyskusje wśród naukowców. Były opinie o niedokończeniu przez Stwosza dzieła, m.in. pokłosie sporów artysty z Radą Norymbergi ale przekonania o niedokończeniu realizacji należy wykluczyć. Przeważa opinia o skończeniu dzieła oparta przede wszystkim na źródłach m.in. wspomnianego przeora Andrzeja o terminach otwierania Ołtarza oraz figurująca na jednej z rzeźb data i gmerk artysty.
Od strony stylistycznej Ołtarz Bamberski, jako ostatnie dzieło wymieniane w twórczości Stwosza, jest kontynuacją późnogotyckiej tradycji rzeźbiarskiej, choć wówczas w dobie reformacji w rzeźbie niemieckiej wystąpił już renesans. Późnogotyckie są wymowa ideowa, ikonografia, struktura, oraz forma figur i płaskorzeźb. Widzimy tutaj pewien konserwatyzm stylowy, wierność rozwiązaniom które Stwosz, realizował w Ołtarzu Mariackim (szczególnie sceny boczne). W strukturze przestrzennej, pełnej podniosłego nastroju sceny głównej, widzimy relacje z krakowską rzeźbą Ogrojca z cmentarza mariackiego (krajobrazowo-architektoniczne tło) oraz grafikami Stwosza (sceny figuralne). Wielość wątków oraz bogactwo podtekstów, zawarte w jednym dziele, świadczą o inteligencji ówczesnego duchowieństwa. Takie zjawisko dostrzegamy w wielu dziełach późnogotyckich niemal we wszystkich kręgach artystycznych w Europie.
Zasadniczym tematem Ołtarza jest wątek Wcielenia, który skupia się przede wszystkim w scenie głównej, a następnie w pierwotnych scenach awersów skrzydeł bocznych. Wątek ten jest ukazany w kontekście dogmatycznym, obrazuje pierwszy akt Zbawienia, przywracającego Królestwo Niebieskie upadłej ludzkości. Mocno jest tu zaznaczony wątek maryjny – rozwijający myśl Boskiego Macierzyństwa – Maria jest obecna na wszystkich scenach tryptyku. Ponadto dostrzegamy zapowiedzi Męki Chrystusa (kolumna nawiązuje do kolumny Biczowania, jeden z aniołów ze sceny głównej trzyma mały krzyż – charakterystyczna dla ikonografii w sztuce niderlandzkiej zapowiedź Ukrzyżowania). Sens zbawczej Ofiary poświadcza nieistniejąca figura Chrystusa ukazującego rany stojąca niegdyś na szczycie środkowego naczółka.

## Próba rekonstrukcji

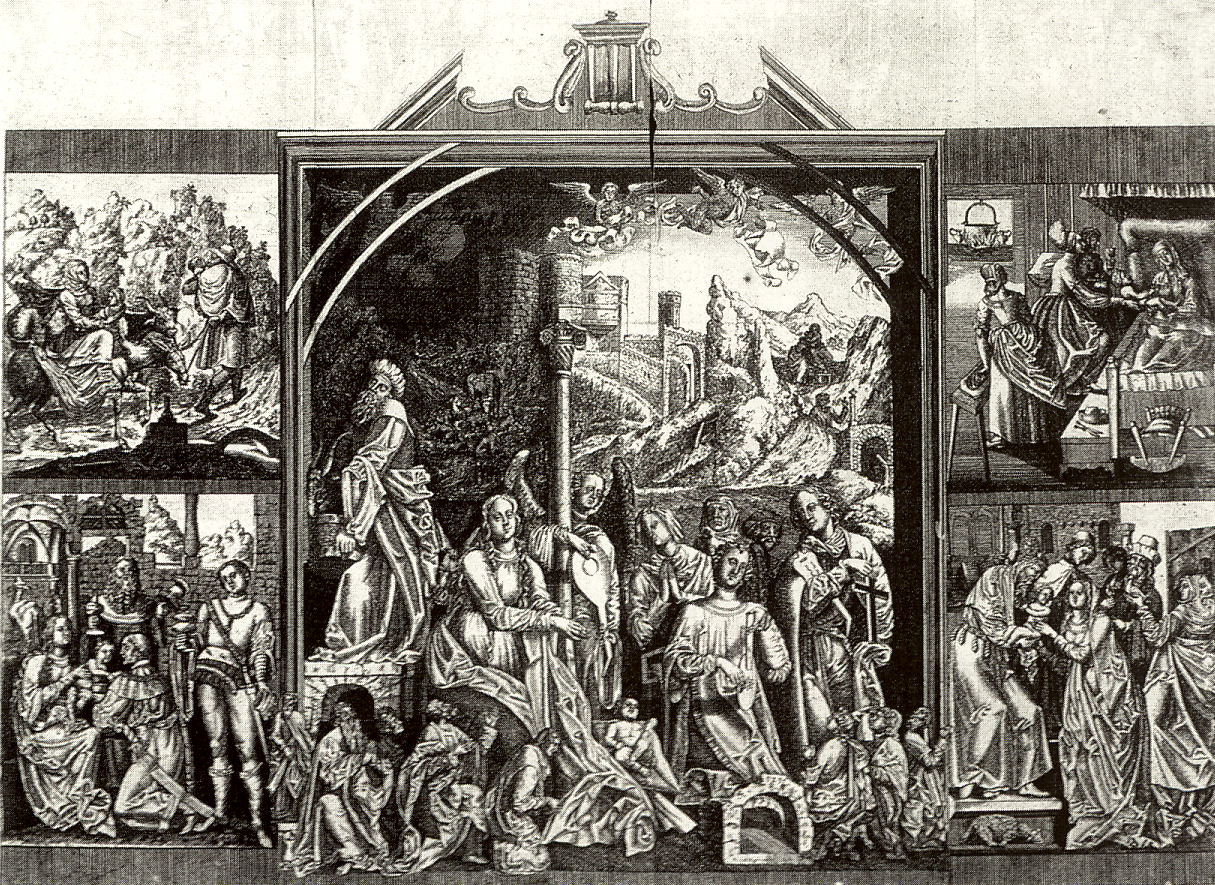
Ołtarz z rysunku Weinraucha z 1787 r.

Zachowany w Krakowie rysunek Ołtarza Bamberskiego daje asumpt do wyobrażenia pierwotnej formy poliptyku. Między rysunkiem a Ołtarzem dostrzegamy szereg niewielkich różnic, które wynikały z natury twórczej artysty, natomiast Stwosz zachował ogólną koncepcję i kompozycję dzieła i zawarte w nim treści ideowe.
Obecny Ołtarz Bamberski jest to montaż zachowanych elementów: z awersów skrzydeł bocznych zachowały się jedynie sceny Pokłonu Trzech Króli i Ofiarowanie w Świątyni, a przedstawienia Ucieczki do Egiptu i Narodzin Marii znajdują się na miejscu nieistniejących scen Zwiastowania oraz Nawiedzenia. W scenie głównej brakuje figur, które zdobiły łuk obramowujący główną scenę (kolejne nawiązanie do kompozycji krakowskiego Ołtarza Mariackiego). Predellę zdobiły trzy sceny z Księgi Rodzaju – Stworzenie Ewy, Wygnanie Adama i Ewy z Raju, oraz Ofiara Izaaka.
Nie zachowały się również naczółki wieńczące ołtarz: półokrągłe – powyżej skrzydeł bocznych, trójlistny – powyżej sceny głównej. Na szczytach naczółków znajdowały się pełnoplastyczne figury: Chrystusa, Marii i Św. Jana (środkowy naczółek) oraz dwóch proroków – w tym Eliasza.

## Datowanie
Sprawę datowania powszechnie opiera się na dokumencie umowy przeora karmelitów Andrzeja Stwosza ze swoim ojcem, gdzie figuruje data 1520. Ukończenie dzieła poświadcza wyryta obok gmerku data 1523.